# Rachael Heyhoe Flint Trophy 2023
Der Rachael Heyhoe Flint Trophy 2023 war die vierte Austragung des nationalen List-A-Cricket-Wettbewerbes für Frauen in England. Der Wettbewerb fand zwischen dem 22. April und 24. September 2023 zwischen den acht englischen Mannschaften statt, die die 18 First-Class-Countys vertraten. Im Finale konnten sich die Southern Viper mit 5 Wickets gegen The Blaze durchsetzen. Damit haben die Vipers ein Double geschafft, nachdem sie vorher auch den Twenty20-Wettbewerb Charlotte Edwards Cup 2023 auch gegen The Blaze gewonnen haben.

## Format
Die acht Mannschaften spielten in einer Gruppe zweimal gegen jede andere Mannschaft. Für einen Sieg gab es vier Punkte, für ein Unentschieden oder No Result zwei und für eine Niederlage keinen Punkt. Ein Bonuspunkt wurde vergeben, wenn bei einem Sieg die eigene Runzahl die des Gegners um das 1,25-fache überstieg, ein weiterer, wenn sie sogar mehr als das Doppelte des Gegners betrug. Des Weiteren war es möglich, dass Mannschaften Punkte abgezogen bekamen, wenn sie beispielsweise zu langsam spielten. Der Gruppenerste qualifizierte sich direkt für das Finale, während die Zweit- und Drittplatzierten ein Halbfinale bestritten. Der Sieger wird im K.-o.-System ausgespielt.

## Vorrunde
Tabelle
| Teams              | Sp. | S | N | U | R | NR | BP | Ded | Punkte | NRR    |
| ------------------ | --- | - | - | - | - | -- | -- | --- | ------ | ------ |
| Southern Vipers    | 14  | 7 | 4 | 1 | 0 | 2  | 4  | 0   | 38     | +0.457 |
| The Blaze          | 14  | 7 | 4 | 0 | 0 | 3  | 4  | 0   | 38     | +0.173 |
| South East Stars   | 14  | 7 | 6 | 0 | 0 | 1  | 6  | 0   | 36     | +0.583 |
| Sunrisers          | 14  | 6 | 5 | 0 | 0 | 3  | 2  | 0   | 32     | –0.006 |
| Central Sparks     | 14  | 6 | 5 | 1 | 0 | 2  | 1  | 0   | 31     | –0.233 |
| Northern Diamonds  | 14  | 6 | 7 | 0 | 0 | 1  | 4  | 0   | 30     | –0.034 |
| North West Thunder | 14  | 3 | 5 | 2 | 0 | 4  | 2  | 0   | 26     | –0.274 |
| Western Storm      | 14  | 2 | 8 | 0 | 0 | 4  | 0  | 0   | 16     | –1.068 |

## Endrunde

### Halbfinale
| 21. September Scorecard | Beckenham | South East Stars 148 (43.5)                  | – | The Blaze 52-2 (8.4/10) |
|                         |           | The Blaze gewinnt mit 8 Wickets (D/L method) |   |                         |

### Finale
| 24. September Scorecard | Northampton | The Blaze 200-8 (48/48)               | – | Southern Vipers 203-5 (40.2/48) |
|                         |             | Southern Vipers gewinnt mit 5 Wickets |   |                                 |